# Villaines-les-Rochers
Villaines-les-Rochers là một xã thuộc tỉnh Indre-et-Loire trong vùng Centre-Val de Loire ở miền trung nước Pháp.